# Ґелниця (округ)
О́круг Ґе́лниця (словац. Okres Gelnica) — округ (район) у Кошицькому краї Словаччини. Площа округу становить 584,4 км², на якій проживає — 31 365 осіб (31.12.2009). Середня густота населення становить  53,67 осіб/км². Адміністративний центр округу — місто Ґелниця, в якому проживає 6 146 жителів.

## Загальні відомості

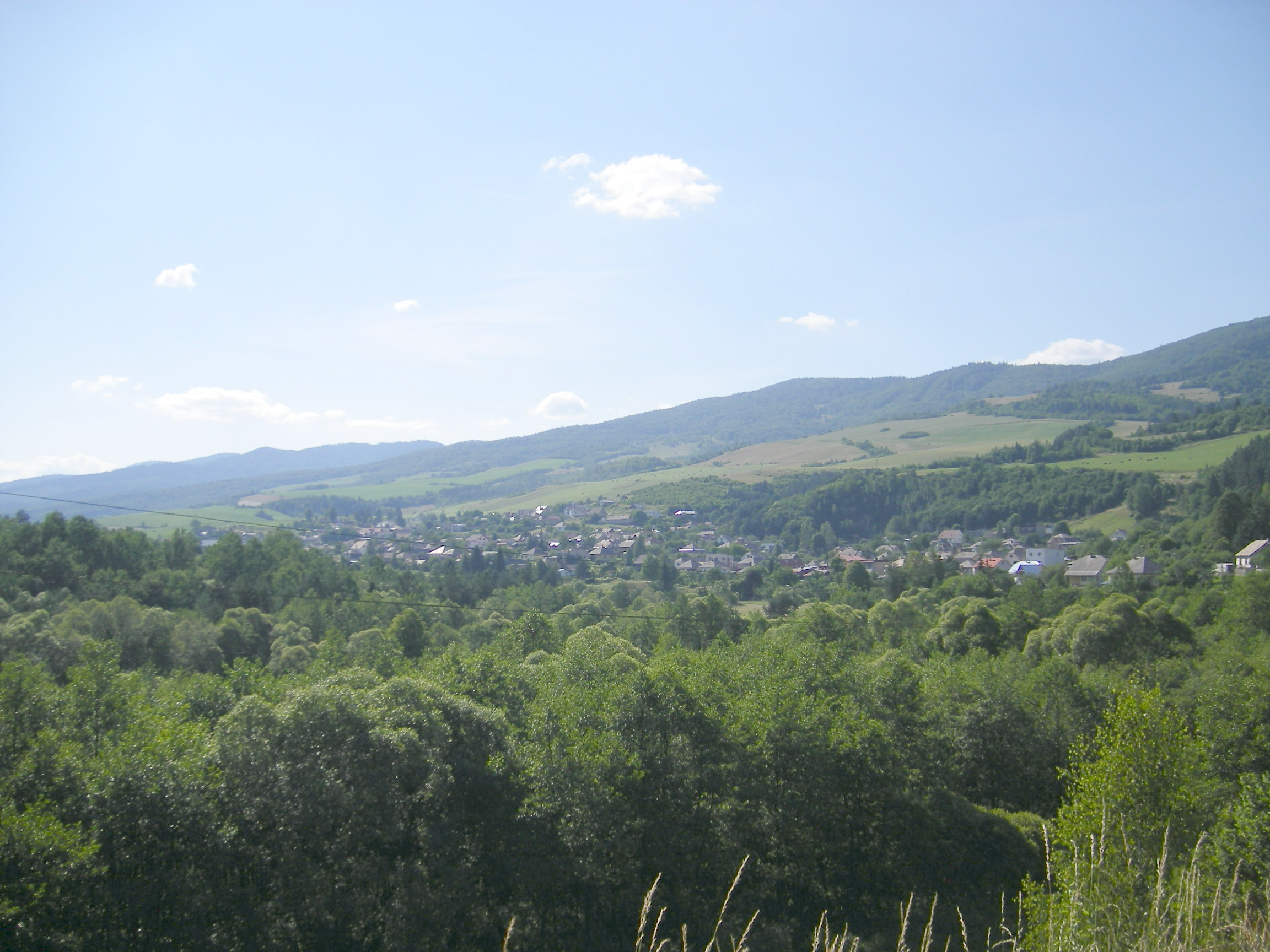
Округ Ґелніца.
Вид на село Гелцмановце

До 1918 року округ головним чином входив в історичну область Угорщини графство Спиш, за винятком невеликої частини на південному заході, з селами Генцлова і Угорна, яка входила до складу графства Ґемер Малогонт.
Округ розташований у східній частині Словаччини. Він межує з округами: Кошиці-околиця — на сході й південному сході, Рожнява — на південному заході, Спішска Нова Вес — на півночі, Пряшів (Пряшівського краю) — на північному сході.

## Економіка
Округ Ґелниця належить до гірських районів Словаччини з більш ніж 74 % лісового покриву (436 км² із 584,4 км² всієї території). Тут є ліси з економічної (промислової) і захисної категорій. Одними з основних промислових видів дерев — є ялина, ялиця і бук. У північно-східній частині з промислових видів дерев і підвидів — є Спішська сосна звичайна.

### Автошляхи
В окрузі прокладені наступні автомобільні шляхи:
- Автошляхи I класу — 0 км
- Автошляхи II класу — 89,94 км
- Автошляхи III класу — 41,54 км

## Статистичні дані
| Рік:            | 1994.  | 2004.   | 2014.   | 2024.   |
| --------------- | ------ | ------- | ------- | ------- |
| Кількість осіб: | 30 034 | 31 006  | 31 504  | 31 787  |
| Різниця:        |        | +3,23 % | +1,60 % | +0,89 % |

| Рік:            | 2023.  | 2024.   |
| --------------- | ------ | ------- |
| Кількість осіб: | 31 736 | 31 787  |
| Різниця:        |        | +0,16 % |

### Національний склад:
- Словаки — 90,3 %
- Роми — 6,8 %
- інші національності — 2,9 %

### Конфесійний склад:
- Католики — 72,5 %
- Греко-католики — 9,7 %
- Лютерани — 3,9 %
- Православні — 1,0 %
- інші релігії та атеїсти  — 12,9 %

## Адміністративний поділ
Округ складається з 19 сіл і 1 міста.

### Місто:
- Ґелниця

### Села:
Великий Фолкмар • Гельцманівці • Генцлова • Гришовце • Жакаровце • Завадка • Клукнава • Койшов • Маргецани • Мнішек-над-Гнілцом • Налепково • Праковце • Рихнава • Смолник • Смолницька Гута • Стара Вода • Угорна • Шведлар • Якловце.

## Україно-русинськагромада
- Гельцманівці.

## Визначні особистості
- Габріела Ротгмайєр (*14 березня 1951, Ґелніца) — словацький письменник і журналіст.
- Ед Акос Гудак (також відомий як Едвард Августин; 22 грудня 1822, Кошиці, Словаччина, колись Австро-Угорщина — †25 травня 1902, Ґелніца) — маловідомий вчитель, але визначний ентомолог — регіональних автор досліджень метеликів навколо Ґелніци.

## Галерея

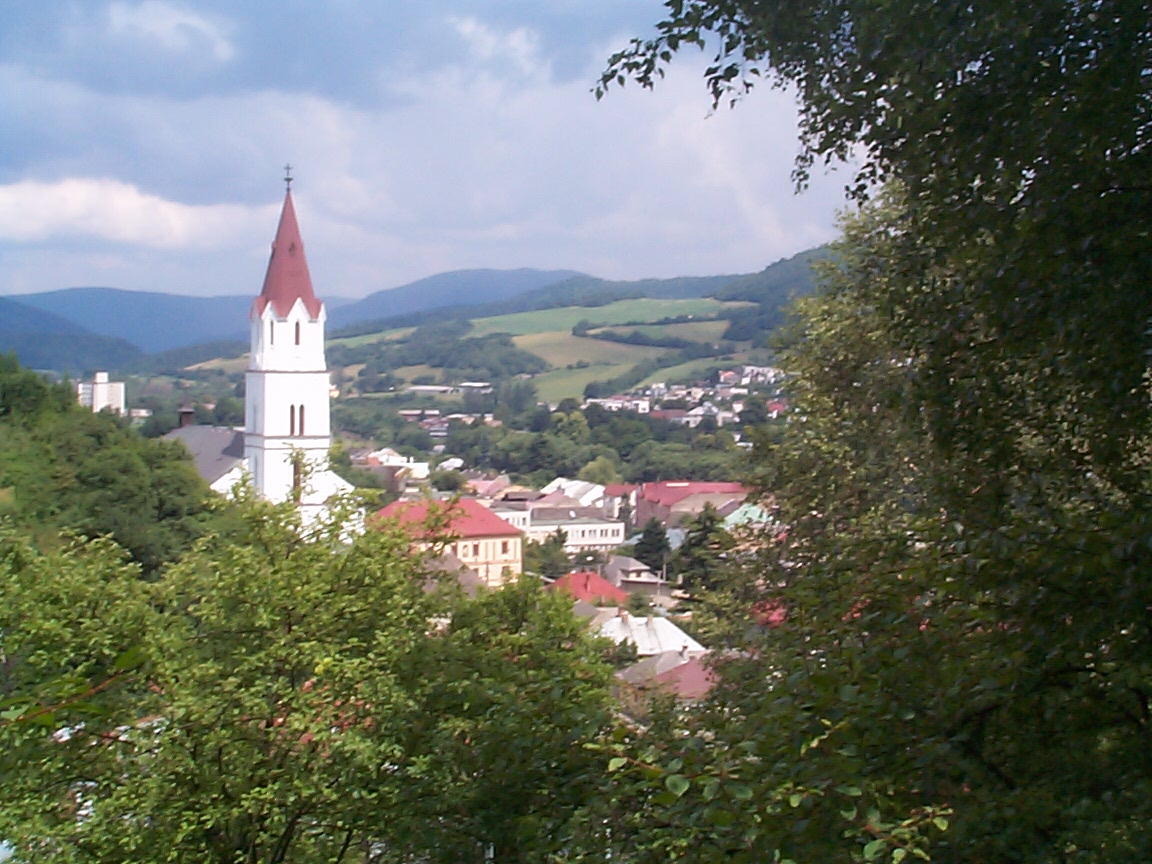
Вид на Римо-католицьку церкву в Ґелниці.
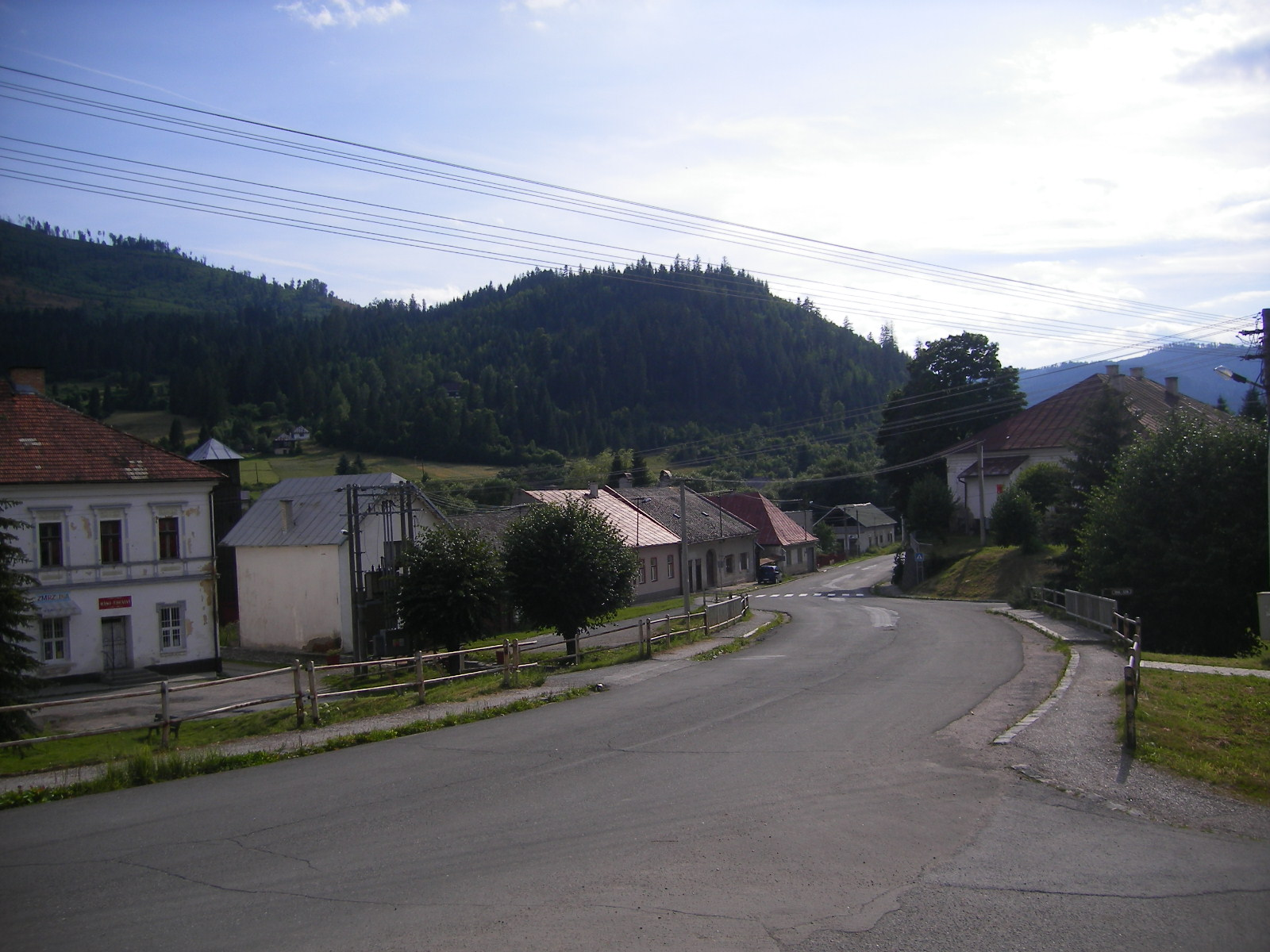
Округ Ґелниця. Шведлар. Вид на автошлях II/546.
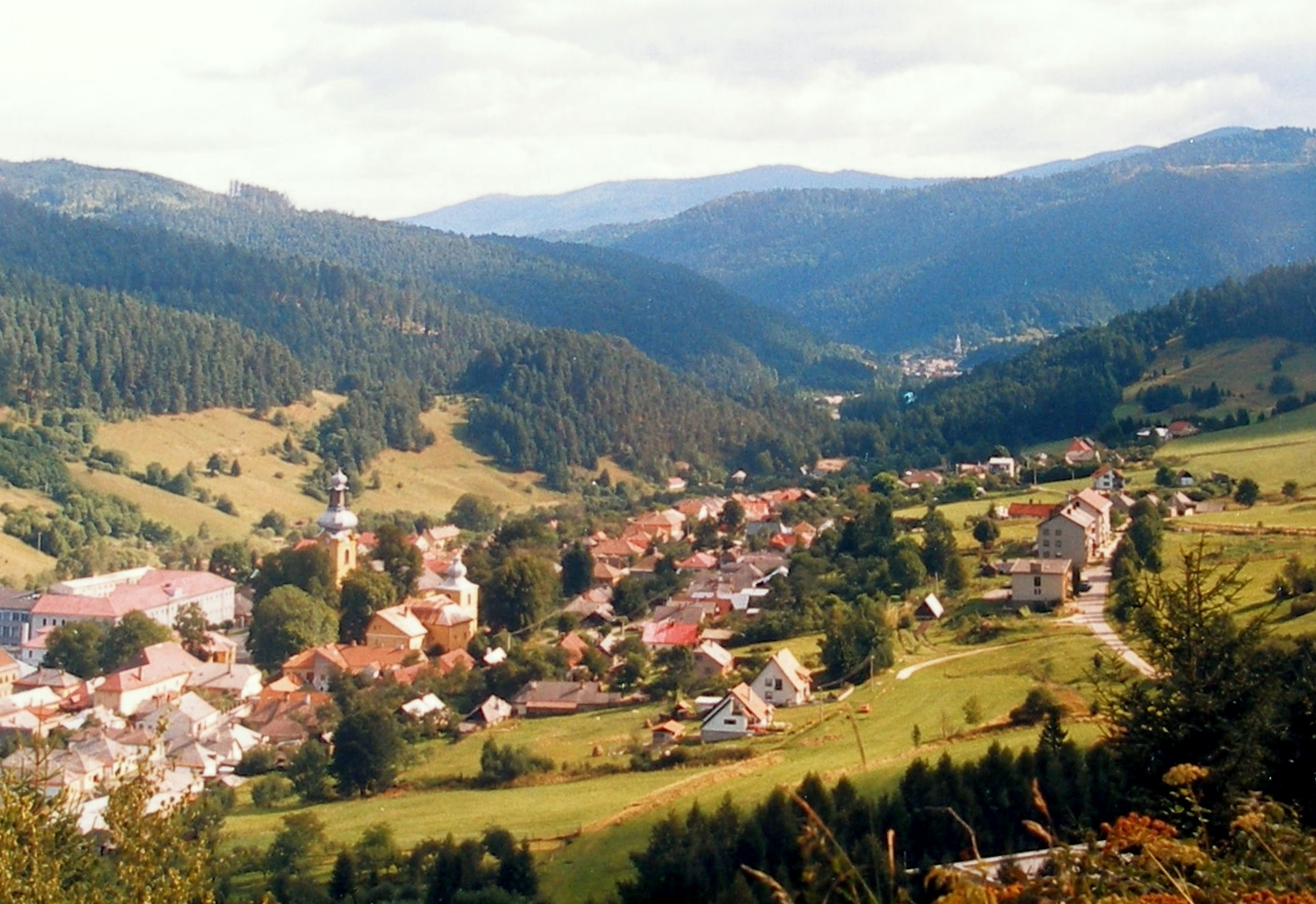
Село Смольник. Округ Ґелниця.
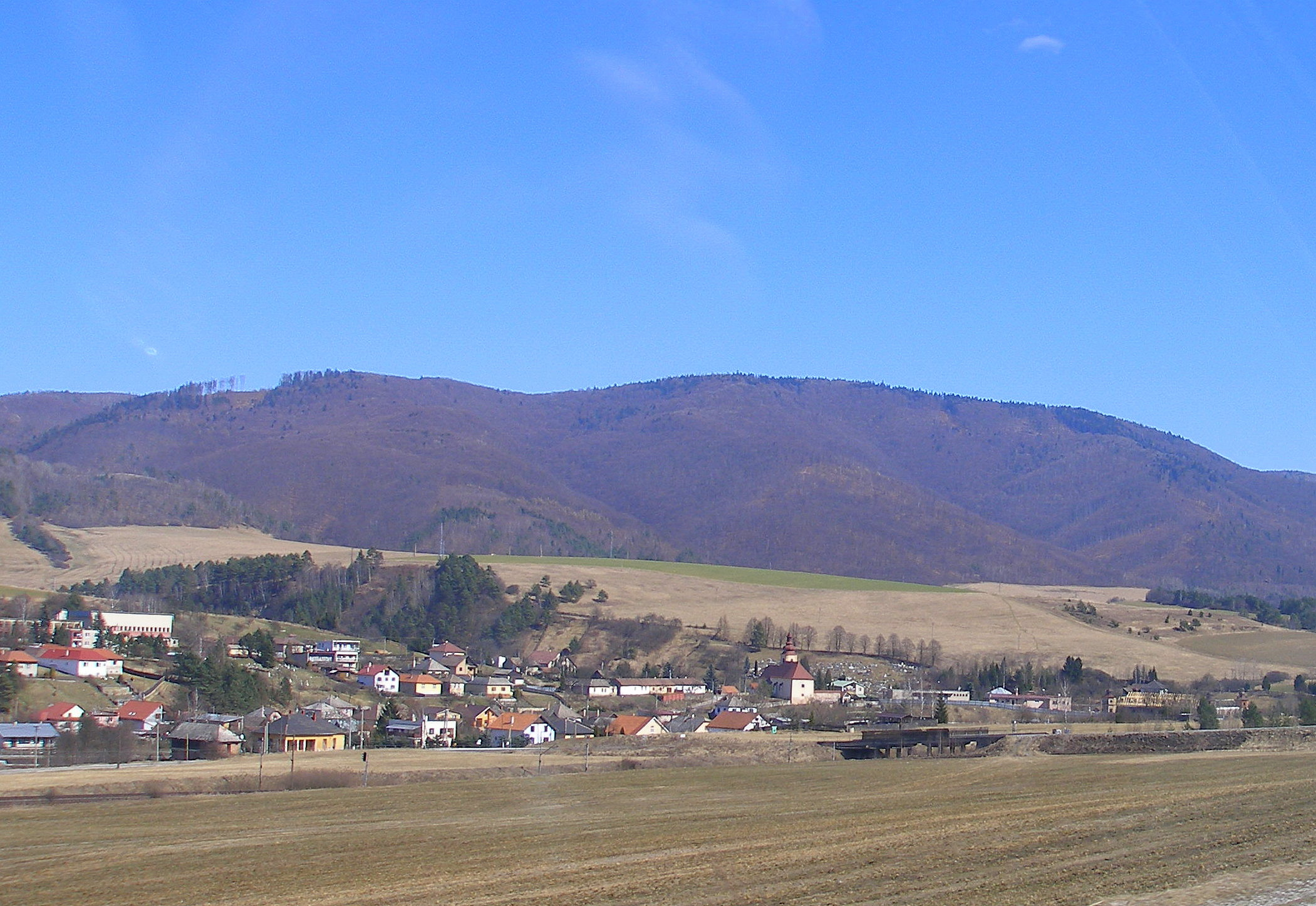
Село Клукнава. Округ Ґелниця.